# Tocchi
Tocchi è una frazione del comune italiano di Monticiano, nella provincia di Siena, in Toscana.
La frazione, situata nel cuore della riserva naturale Tocchi, è formata da due borgate distinte, quella del Castello di Tocchi e quella di Tocchi vero e proprio, ex corte del castello.

## Geografia fisica
La frazione, che sorge a 383 metri sul livello del mare, dista circa 10 chilometri dal centro comunale di Monticiano ed è situata tra le appendici nord-orientali delle Colline metallifere, nella Val di Merse. L'intera zona è sottoposta a vincolo paesaggistico allo scopo di preservare sia l'ambiente che i resti di interesse storico. Non è possibile procedere a nuove edificazioni, vigono divieto di caccia e disboscamento e limitazioni al traffico veicolare.

## Storia
Tra i primi documenti attestanti l'esistenza del borgo vi è la bolla di papa Alessandro III del 1171 con cui si attribuisce al vescovato di Volterra una serie di privilegi, uno dei quali per la chiesa battesimale di San Giovanni (ora non più esistente). Tocchi fu sotto il dominio degli Ardengheschi fino al 1202, anno in cui venne sottoposto al comune di Siena; fu sede di un podestà di nomina cittadina sino al 1271. Successivamente si instaurò il dominio signorile dei Tolomei. In seguito il dominio passò ai Malavolti e nel 1390 Tocchi e altri luoghi della zona furono occupati dall'esercito fiorentino. L'anno successivo, 1391, in reazione ad un formale atto di riconoscimento dell'autorità fiorentina da parte dei Malavolti, Siena attaccò, occupando e smantellando il castello.

## Monumenti e luoghi d'interesse
- Pieve di Santa Maria Assunta, edificata nel XVI secolo sul posto di un'antica pieve dell'XI secolo.
- Castello di Tocchi, antico castello risalente al X secolo.
- Chiesa del Castello di Tocchi, chiesa a servizio del castello di Tocchi.
- Villa Ferraia[6], ex borgo Ferraja, sede di un osservatorio astronomico, selezionato dall'U.A.I.[7], con telescopi professionali, camera ccd per riprese deepsky planetarie e lunari con collegamento diretto a maxischermo.
- Riserva naturale Tocchi, situata nell'area intorno alla frazione.

## Economia

### Turismo
Diversi edifici del borgo e delle sue vicinanze sono stati ristrutturati ed incorporati in una struttura ricettiva di paese-albergo, con prodotti biologici da coltivazioni e allevamenti locali e menu per celiaci. Come in tutto il territorio della Val di Merse, anche nelle vicinanze di Tocchi sono presenti centri benessere con terme coperte, saune, piscine e bagni turchi.